# アウフラウフ

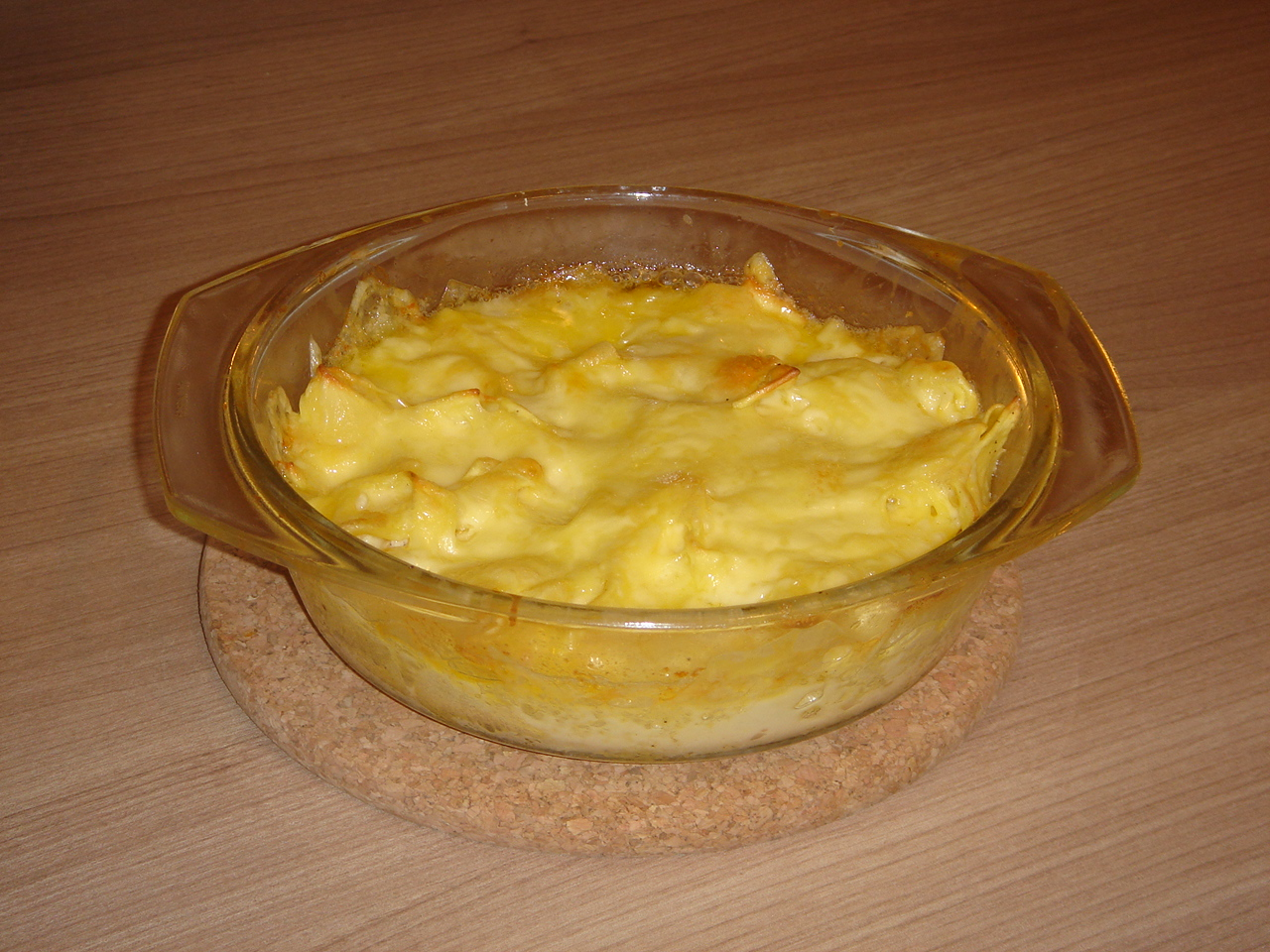
チーズを載せてオーブンで焼いたパスタアウフラウフ

アウフラウフ（独: Auflauf）は、ドイツ料理のひとつ。ドイツの家庭料理で、肉や野菜たっぷりの積み重ね焼きである。
いろいろの野菜に肉やパスタなどを積み重ね、ホワイトソースをたっぷりかけて、オーブンで焼いたもの。底の深い鍋で作ると、大勢で賑やかに取り合うパーティー料理としても供することが出来る。
名前は、「上に積み重ねていった」という意味。「膨れ上がった、膨張した」という意味もあるが、それはまさにこの料理の出来上がりの様子そのものである。
フランス料理のグラタンと同じようなもの。